# الظاهرية (الرقة)
الظاهرية قرية سورية تتبع ناحية الجرنية في منطقة الثورة في محافظة الرقة. بلغ عدد سكانها 424 نسمة في عام 2004 حسب إحصاء المكتب المركزي للإحصاء. يذكر إن القرية تم تأسيسها قبل بناء سد الفرات، ثم كبرت بعد بناء السد وحدوث ما يسمى (الغمر). سكان القرية هم من عشيرة المرادات، العشيرة المنتشرة بكثرة في تلك الأنحاء. 